# Pyhämaa nya kyrka
Pyhämaa nya kyrka (finska: Pyhämaan uusi kirkko) är en av de två lutherska kyrkorna i Pyhämaa i Nystad i det finländska landskapet Egentliga Finland. Den äldre kyrkan, Pyhämaa offerkyrka, byggdes på 1600-talet och den nya kyrkan färdigställdes 1804. Kyrkan ägs av Nystads församling.
Båda kyrkorna i Pyhämaa bildar en värdefull kulturmiljö av riksintresse som är skyddad enligt lag.

## Historia och arkitektur
Pyhämaa nya kyrka byggdes av gråsten enligt ritningar från 1795, framtagna av den svenska Överintendentsämbetet. Kyrkan ligger bredvid den gamla offerkyrkan. Pyhämaa nya kyrka är en långhuskyrka med ett klocktorn. Kyrkan stod färdig 1804.
Pyhämaa nya kyrka har ett sadeltak, och på tornets topp fanns ursprungligen en öppen lanternin. Vid en renovering år 1908 ersattes den med en nygotisk topp och fyra små hörntorn. Innertaket i kyrksalen är lågt och består av ett tunnvalv av bräder. Bakom altaret finns en sakristia och ett prästkammare med en läktare ovanpå. Kyrkan kan betraktas som ett typiskt exempel på svensk ämbetsarkitektur från slutet av 1700-talet och början av 1800-talet. Kyrkan är arkitektoniskt anspråkslös.

### Interiören
Pyhämaa nya kyrkas interiör härstammar från en renovering 1934, designad av arkitekt A. W. Rancken.
Altartavlan, målad av Arvid Liljelund år 1883, heter "Kristi förklaring" och sägs vara konstnärens tolkning av Rafaels målning med samma tema. De tolv apostlarna som avbildas ovanför altaret är målade av en okänd konstnär, troligen på 1820-talet. Kyrkans orgel är en mekanisk orgel med sju stämmor, byggd av Jens Zachariassen år 1877.
Det finns två kyrkklockor i klocktornet. Klockorna är från åren 1782 och 1810.